# لوان مادسون دي بايفا
لوان مادسون دي بايفا (بالبرتغالية: Luan Madson Gedeão de Paiva‏)؛ مواليد 11 أغسطس 1990 في ألاغواس، البرازيل، هو لاعب كرة قدم برازيلي يلعب لنادي أتليتيكو مينيرو كمهاجم. بدأ لوان مادسون دي بايفا مسيرته الرياضية عام 2010.

## الجوائز والإنجازات

### الإنجازات مع النادي أو المنتخب
| النادي أو المنتخب | البطولة                                | مرات الفوز | الأعوام أو المواسم |
| ----------------- | -------------------------------------- | ---------- | ------------------ |
| أتليتيكو مينيرو   | بطولة دوري ولاية ميناس جيرايس (مينيرو) | 1          | 2013               |
| أتليتيكو مينيرو   | كأس ليبرتادوريس                        | 1          | 2013               |

## روابط خارجية
- لوان مادسون دي بايفا على موقع الاتحاد الدولي (مؤرشف)  (الإنجليزية)
- لوان مادسون دي بايفا على موقع رابطة كرة القدم اليابانية للمحترفين (اليابانية)
- لوان مادسون دي بايفا على موقع قاعدة بيانات كرة القدم.إي يو (الإنجليزية)
- لوان مادسون دي بايفا على موقع Soccerway.com (الإنجليزية)
- لوان مادسون دي بايفا على موقع عالم كرة القدم.نت (الإنجليزية)
- لوان مادسون دي بايفا على موقع AS.com (الإسبانية)